# Seven Day Jesus Live
Seven Day Jesus Live é o primeiro álbum ao vivo e último da banda Seven Day Jesus.
| Críticas profissionais                                                      | Críticas profissionais |
| Avaliações da crítica                                                       | Avaliações da crítica  |
| Fonte                                                                       | Avaliação              |
| --------------------------------------------------------------------------- | ---------------------- |
| All Music Guide                                                             | [ 2 ]                  |
| Esta tabela precisa de ser acompanhada por texto em prosa. Consulte o guia. |                        |

## Faixas
1. "Down With the Ship"
2. "Always Comes Around"
3. "Butterfly"
4. "My Friend"
5. "Flybye"
6. "Ashamed"
7. "A Time To Heal"
8. "Strength"
9. "Delightful You"
10. "The Hunger"
11. "Pavement"
12. "Forgive You"